# Củ nâu
Củ nâu, tên khoa học Dioscorea cirrhosa, còn gọi là khoai leng,, thự lương, giả khôi, khoai lang, má bau (Thái)..., là một loài thực vật có hoa trong họ Dioscoreaceae. Loài này được Lour. mô tả khoa học đầu tiên năm 1790. Đây là một loài thực vật được sử dụng như một loại thuốc trong Đông y tại cả Việt Nam lẫn Trung Quốc.